# Rue Constance
La rue Constance est une voie du 18e arrondissement de Paris, en France.

## Situation et accès
La rue Constance est une voie située dans le 18e arrondissement de Paris. Elle débute au 19, rue Lepic et se termine au 11, rue Joseph-de-Maistre.

## Origine du nom
L'historien de Paris Gustave Pessard indique qu'elle porte le nom de « rue Constance » sur le désir du propriétaire des terrains.

## Historique
Cette voie, appelée « rue Sainte-Marie-Blanche », était située initialement dans l'ancienne commune de Montmartre avant son classement dans la voirie parisienne par un décret du 23 mai 1863. 
Elle prend sa dénomination actuelle par un décret du 27 février 1867.

## Bâtiments remarquables et lieux de mémoire
- No 10 : le peintre Fernand Cormon ouvrit en 1882 l’Atelier Cormon, qu’il transféra au 104, boulevard de Clichy en 1888[réf. nécessaire].
- Maison Eymonaud (impasse Marie-Blanche)